# Hardcore Pawn: Chicago
Hardcore Pawn: Chicago (en español: El mejor precio: Chicago), también conocido como Royal Pawn Shop, es una serie de televisión real proveniente de los Estados Unidos de América en la que se transmite el día a día de una tienda de empeño ubicada en: 428 S. Clark Street, Chicago, IL 60605.
Royal Pawn Shop es uno de los establecimientos más grandes y antiguos de la ciudad de Chicago en el rubro de empeños y compra de oro. Atrás del mostrador, sus propietarios son de Randy y Wayne Cohen, hermanos que se dedican al negocio de la casa de empeños.
La serie aun es transmitida por diferentes canales de televisión, actualmente por Infinito de Latinoamérica, sin embargo en enero de 2014, truTV anunció que el programa no se continuaría grabando, habiéndose grabado por última vez en agosto del 2013.